# 永遠の瞬間
『永遠の瞬間』（えいえんのとき）は、1991年にリリースされた来生たかおの16枚目のオリジナル・アルバム（CT〈規格品番：KTTR-1082〉／CD〈規格品番：KTCR-1082〉）である。

## 概要
※原則的に、来生たかおは“来生”に省略、来生えつこは“来生えつこ”と表記。
前作『SOMETHING ELSE』から1年5ヵ月振りのオリジナルアルバムで、サウンド面は同時代風だが、楽曲そのものは1950年代から1960年代の哀愁を帯びたノスタルジックなイメージを意図したという。
タイトル候補としては、“旋律”と書いて“メロディ”と読ませる案もあったという。

## 復刻盤
- 1995年7月21日：歌手デビュー20周年に際し、CD選書Q盤として高城賢によるデジタルリマスター化（規格品番：KTCR-1571）。
- 2007年3月21日：オリジナル・アルバム、企画アルバムを集めた21枚組CD-BOX『来生たかお大全集』（ユニバーサルミュージック／規格品番：UPCY-6355/75）に1995年版を収録（規格品番：UPCY-6370）。

## パッケージの体裁

### アルバムタイトル
オリジナル版CDの盤面・CTのジャケットには“MOMENT”のルビが振られている。 

### ディスクジャケット
- CT：オリジナル版CDと異なるレイアウト
- オリジナル版CD（初回盤）：デジパックにブックレット（及び、既出のオリジナル・アルバム、企画アルバム、ベスト・アルバム『Goodbey Day TAKAO KISUGI GREATIST HITS』のディスコグラフィー）を挿入
- オリジナル版CD（通常盤）：ジュエルケースにブックレット（及び、既出のオリジナル・アルバム、企画アルバム、ベスト・アルバム『Goodbey Day TAKAO KISUGI GREATIST HITS』のディスコグラフィー）を挿入
- 1995年版CD：ジュエルケースにオリジナル版CDのものを基調としたブックレット（及び、既出のオリジナル・アルバムのディスコグラフィー）を挿入
- 2007年版CD：ジュエルケースにオリジナル版CDのものを基調としたブックレットを挿入

### 帯のコピー
- オリジナル版CD：記載なし
- 1995年版CD：懐かしい、新しい、こころの旋律。「夢より遠くへ」を含む、16thアルバム。（“20th anniversary”の記載あり）

## 収録曲
CT版（CD版は省略）
※各曲の収録時間はCDに準拠

### SIDE 1
1. 君の選択（4：14）
  - 作詞：来生えつこ ／ 作曲：来生たかお ／ 編曲：萩田光男
  - 来生は、イメージ通りに出来上がった好きな楽曲だという。
2. 夢より遠くへ（4：49）
  - 作詞：来生えつこ ／ 作曲：来生たかお ／ 編曲：新川博
  - 第25弾オリジナル・シングル（1990年11月28日リリース）で、JR東日本「びゅうJAPAN」テレビCMイメージソングとして使用されたロングセラー曲。オリコンで第66位（最高位）にランクインした。
  - ヒットの予感がする楽曲のタイトルには“夢”を入れるという、来生えつこの拘りが活かされている[3]。
  - 同曲名（及びカップリングの「セカンド・ラブ」）を冠したオレンジカードも作られている。
3. Your Days（4：22）
  - 作詞：来生えつこ ／ 作曲：来生たかお ／ 編曲：椎名和夫
  - 1991年、石川銀行のCM曲として使用されたヴァージョンは、歌詞が一部異なっている。
4. 1/2の二人（4：31）
  - 作詞：来生えつこ ／ 作曲：来生たかお ／ 編曲：新川博
5. 鏡の風（3：52）
  - 作詞：来生えつこ ／ 作曲：来生たかお ／ 編曲：椎名和夫
  - 柏原芳恵のアルバム『愛愁』（1987年12月5日リリース）に収録された提供曲「花咲けども」のタイトル・歌詞を改変したもの。

### SIDE 2
1. はかなさのしくみ（4：51）
  - 作詞：来生えつこ ／ 作曲：来生たかお ／ 編曲：船山基紀
  - 数少ない歌詞が先に作られていた楽曲の一つである[4]。
  - 平井菜水がアルバム『夢のシルエット』（1991年10月21日リリース）でカヴァーしている。ちなみに、同アルバムの収録曲は全て来生たかおの手によるものである。
2. 永遠の瞬間（4：17）
  - 作詞：来生えつこ ／ 作曲：来生たかお ／ 編曲：萩田光男
  - 三井不動産「リハウス」のテレビCM曲として使用された。アルバムのタイトルと同様、“えいえんのとき”と読む。
3. 片思いのLunch（4：51）
  - 作詞：来生えつこ ／ 作曲：来生たかお ／ 編曲：新川博
4. まばゆさの余韻（4：15）
  - 作詞：来生えつこ ／ 作曲：来生たかお ／ 編曲：萩田光男
5. 風のいろどり（4：36）
  - 作詞：来生えつこ ／ 作曲：来生たかお ／ 編曲：船山基紀

## 参加ミュージシャン
記載なし

## 参加スタッフ
- Executive Producer：多賀英典
- Director：本間一泰（Kitty Creative）
- Additional Director：加瀬丈裕（Kitty Creative）
- Recording & Mixdown Engineer：井川彰夫
- Additional Engineers：M.Arai, 服部敦（Mix）
- Mastering Engineer：五十嵐輝明（Mix）
- Artist Management：竹脇隆（Kitty Aritist）
- A & R Supervisers：軽部重信, S.Hashiba（Kitty Record）、K.Nakano, I.Watanabe（Kitty Creative）
- Art Director：永井裕明（N.G.Inc.）
- Designer：Kyouko Iida（N.G.Inc.）
- Photographer：市川勝弘
- Special Thanks：本田雅人（Courtesy of CBS SONY Record）、高橋良一